# والری لاسف
والری لاسف (روسی: Валерий Лосев؛ زادهٔ ۲۸ فوریهٔ ۱۹۵۶) بازیکن بازنشسته والیبال اهل روسیه-قرقیزستان است. والری در المپیک ۱۹۹۸ مدال نقره را با تیم ملی روسیه به دست آورد.